# ماریسا آبلا
ماریسا گابریل آبلا (به انگلیسی: Marisa Gabrielle Abela) (زاده ۷ دسامبر ۱۹۹۶) بازیگر انگلیسی است. او برای بازی در سریال صنعت (۲۰۲۰–اکنون) از شبکه‌های بی‌بی‌سی دو و اچ‌بی‌او و سریال کبرا (۲۰۲۰) از شبکه اسکای۱ شناخته می‌شود. او در سال ۲۰۲۴ در نقش ایمی واینهاوس در فیلم زندگی‌نامه‌ای درام بازگشت به سیاهی (۲۰۲۴) ظاهر شد.
آبلا در سال ۲۰۲۳ از سوی مجله اسکرین اینترنشنال به‌عنوان ستاره فردا برگزیده شد.

## زندگی و حرفه
در ۷ دسامبر ۱۹۹۶ در برایتون در خانواده‌ای هنرمند به دنیا آمد. مادرش کارولین گروبر بازیگر و پدرش آنجلو آبلا کارگردان بودند. او در راتینگدین همراه با برادر بزرگترش جک بزرگ شد. پدرش مالتی-لیبیایی‌تبار و مادرش از نژاد یهودی اشکنازی است.
آبلا نخستین بار در سن ۱۱ سالگی در نقش شخصیت آلیس در فیلم مرد در جعبه (۲۰۰۸) ظاهر شد. او پس از دانش‌آموختگی از آکادمی سلطنتی هنرهای دراماتیک، در اولین حضور تلویزیونی خود در سال ۲۰۲۰ نقش‌های اصلی دو مجموعه تلویزیونی را به عهده گرفت. او در تریلر سیاسی کبرا از شبکه اسکای۱ در نقش الی ساترلند و در سریال صنعت محصول بی‌بی‌سی دو و اچ‌بی‌او در نقش یاسمین کارا حنانی ظاهر شد. آبلا در سال ۲۰۲۲ در فیلم‌های او عشق است و مأمور یاغی بازی کرد.
آبلا در ژوئیه ۲۰۲۲، به گروه بازیگران باربی (۲۰۲۳) ساخته گرتا گرویگ پیوست. او سپس در نقش ایمی واینهاوس در فیلم بازگشت به سیاهی (۲۰۲۴) به کارگردانی سم تیلور-جانسون بازی کرد.

## فیلم‌شناسی

### سینما
- مرد در جعبه (۲۰۰۸)
- مأمور یاغی (۲۰۲۲)
- او عشق است (۲۰۲۲)
- باربی (۲۰۲۳)
- بازگشت به سیاهی (۲۰۲۴)
- کیف سیاه (۲۰۲۵)

### تلویزیون
- کبرا (۲۰۲۰)
- صنعت (۲۰۲۰–اکنون)